# 慢 (佛教)
慢（藏文：nga rgyal），佛教術語，意譯為憍傲、傲慢、虛榮。以無明產生的薩迦耶見為根源，導致對於自我產生錯誤的認知，因而產生的心態與見解，都可被稱為慢，又稱我慢。無論是認為自己比別人優越，自己比別人低劣或是自己跟別人相同，這種種心態都可以被稱為慢，它會導致對自己或對別人的不尊重，產生痛苦與煩惱。它被認為是五毒、六煩惱之一，《俱舍論》將其列入八不定地法中。

## 概論
慢，是一種心理狀態（心所），因為我執（薩迦耶見）而升起。

## 分類
- 四慢：増上慢、卑下慢、我慢、邪慢。
- 七慢：慢、過慢、慢過慢、我慢、增上慢、下劣慢、邪慢。